# 中共闽东特委宁屏古办事处旧址
中共闽东特委宁屏古办事处旧址，同时包括闽东苏维埃政府安德县委南区革命委员会旧址，是位于中国福建省宁德市周宁县礼门乡梧柏洋村的中国共产党革命遗址，2016年入选周宁县第四批文物保护单位。

## 历史
民国22年（1933年）春，中国共产党在梧柏洋村成立中心党支部，并领导17个村党支部，同年11月，梧柏洋村苏维埃政府成立。翌年3月，中共安德县委南区区委在梧柏洋成立，民国24年5月（1935年）5月，闽东苏维埃政府安德县委南区革命委员会在梧柏洋炉里成立，8月中共闽东特委宁屏古办事处在梧柏洋咸坑成立。

## 旧址
现存的主要旧址包括：
- 炉里安德县委南区革命委员会办公旧址，国民政府治下的保安团和国民革命军重新占领此地后将其烧毁；
- 面山红军洞，是前中共闽东特委书记戴炳辉牺牲地；
- 秘密寮，是前中共闽东特委书记罗富弟，及干部张华山、罗桃妹等人牺牲的处所；
- 梧柏洋咸坑苏维埃政府安德县委南区区委和中共闽东特委宁屏古办事处旧址等。